# Еміліос Ріадіс

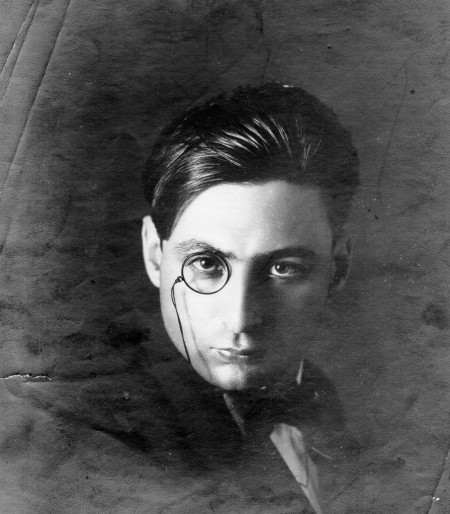
Еміліос Ріадіс

Еміліос Ріадіс (грец. Αιμίλιος Ριάδης, справжнє прізвище Ху-Елефтеріадіс; * 13 травня 1890, Фессалоніки,— † 17 липня 1935, там само)  грецький композитор, за свою пісенну творчість (створив понад 200 пісень та ще обробив близько 100 грецьких народних мелодій) званий грецьким Шубертом (хоча Флоран Шмітт називав його «грецьким Мусоргським»).
Батька майбутнього композитора звали Еррікос Ху, і був він походженням з Австро-Угорщини (можливо, навіть, з Галичини); саме тому майбутній композитор користувався скороченим прізвищем своєї мами — Елефтеріадіс.
Почав музичне навчання в Фессалоніці в Димітріоса Лаласа (1848–1911; учня самого Вагнера!), а продовжив у Мюнхені (1908–1910; учень Моттля та інших) і Парижі (1910–1915; учень Шарпантьє та Равеля, який називав його «мій геніальний учень»). Його композиторській манері властива виразна орієнтальна мелодійна лінія, в якій інтервали подібні до тих, що використовуються в музиці Близького сходу, але гармонізацію зроблено в традиційній французькій манері.
З початком Першої світової війни був інтернований як османський підданий (Османська імперія була в цій війні супротивником Французької республіки), але зміг виїхати до Королівства Греція. 1915 року став професором по класу фортепіано у Фессалонікійської консерваторії. Існують непевні відомості, ніби від 1918 року він був у цій консерваторії віце-директором. Після цього писати став значно менше, але в останні десятиліття робота дослідників над його спадщиною виявила нові рукописи, в яких композитор сміливо використовує ладові та метричні засоби, далекі від традиційних західноєвропейських, відходить від обмежень темперованої системи.
Серед його творів, крім вже згаданих численних пісень,— кілька фортепіанних п’єс на теми трьох грецьких танців, хорові твори, православна літургія, оркестрова сюїта «Біблійні танці», симфонічна поема «Захід сонця в Фессалоніках», струнний квартет, віолончельна соната, фортепіанний квартет, музика до трагедії Евріпіда «Гекуба» (до афінської вистави 1927 року), опери.